# ASC Air Mauritanie
Association Sportive et Culturelle Air Mauritanie w skrócie ASC Air Mauritanie – mauretański klub piłkarski grający niegdyś w mauretańskiej pierwszej lidze, mający siedzibę w mieście Nawakszut.

## Sukcesy
- Puchar Mauretanii[1]:
  - zwycięstwo (4): 1988, 1990, 1995, 2000.

## Występy w afrykańskich pucharach
| Sezon | Rozgrywki                 | Runda   | Kraj                          | Klub          | Dom | Wyjazd | Dwumecz      |
| ----- | ------------------------- | ------- | ----------------------------- | ------------- | --- | ------ | ------------ |
| 1992  | Puchar CAF                | 1       | Algieria                      | ASM Oran      | 2–1 | 0–4    | 2–5          |
| 1993  | Puchar CAF                | wstępna | Republika Zielonego Przylądka | CD Travadores | 0–0 | 0–0    | 0–0 (k. 6–5) |
| 1993  | Puchar CAF                | 1       | Gwinea                        | ASFAG         | 0–1 | 3–1    | 3–2          |
| 1993  | Puchar CAF                | 2       | Niger                         | Zumunta AC    | 1–2 | 0–2    | 1–4          |
| 1993  | Puchar Zdobywców Pucharów | wstępna | Benin                         | Mogas 90 FC   | –   | –      | –            |

## Stadion
Domowe mecze klub rozgrywa na stadionie o nazwie Stadion Olimpijski w Nawakszucie, który może pomieścić 40 000 widzów.

## Reprezentanci kraju grający w klubie od 1990 roku
Stan na lipiec 2023.
| - Hachim Fall - Mada Falily Fall - Jemal Khiyar | - Dewahi Oueissou - Cheikh Ali Bamba Ould Alioune - Pape Seck |